# Kyselina kvadrátová
Kyselina kvadrátová, též kyselina squarová, je dvojsytná organická kyselina se vzorcem C4O2(OH)2.
Konjugovanou zásadou této kyseliny je jednovazný hydrogensquarátový anion (C4HO −
4 ), jehož konjugovanou zásadou je poté dvojvazný squarátový anion (C4O 2−
4 ).
Kyselina kvadrátová se používá v organické syntéze, například na přípravu fotosenzitivních squarainových barviv a inhibitorů protein-tyrosinfosfatáz.

## Chemické vlastnosti
Kyselina kvadrátová vytváří bílý až šedý prášek.
Průběh tepelného rozkladu závisí na několika okolnostech, například rychlosti zahřívání.
Molekula této kyseliny nevytváří dokonalý čtverec, jelikož délky vazeb mezi atomy uhlíku nejsou stejné. Vysoká kyselost (pKa 1,5 pro disociaci do prvního stupně a 3,4 do druhého stupně) je způsobena rezonanční stabilizací aniontu.
Záporné náboje jsou na kyslíkových atomech rozmístěny rovnoměrně, proto je dianion kyseliny kvadrátové, na rozdíl od samotné kyseliny, plně symetrický, kde se od sebe neliší délky jednotlivých vazeb C−C a také žádná vazba C−O se délkou neliší od jiné.

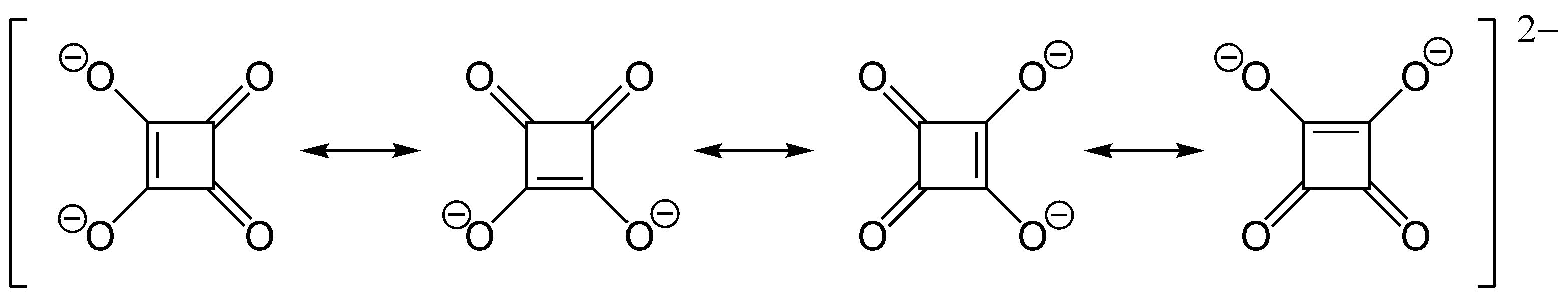
Rezonanční struktury dianiontu kyseliny squarové
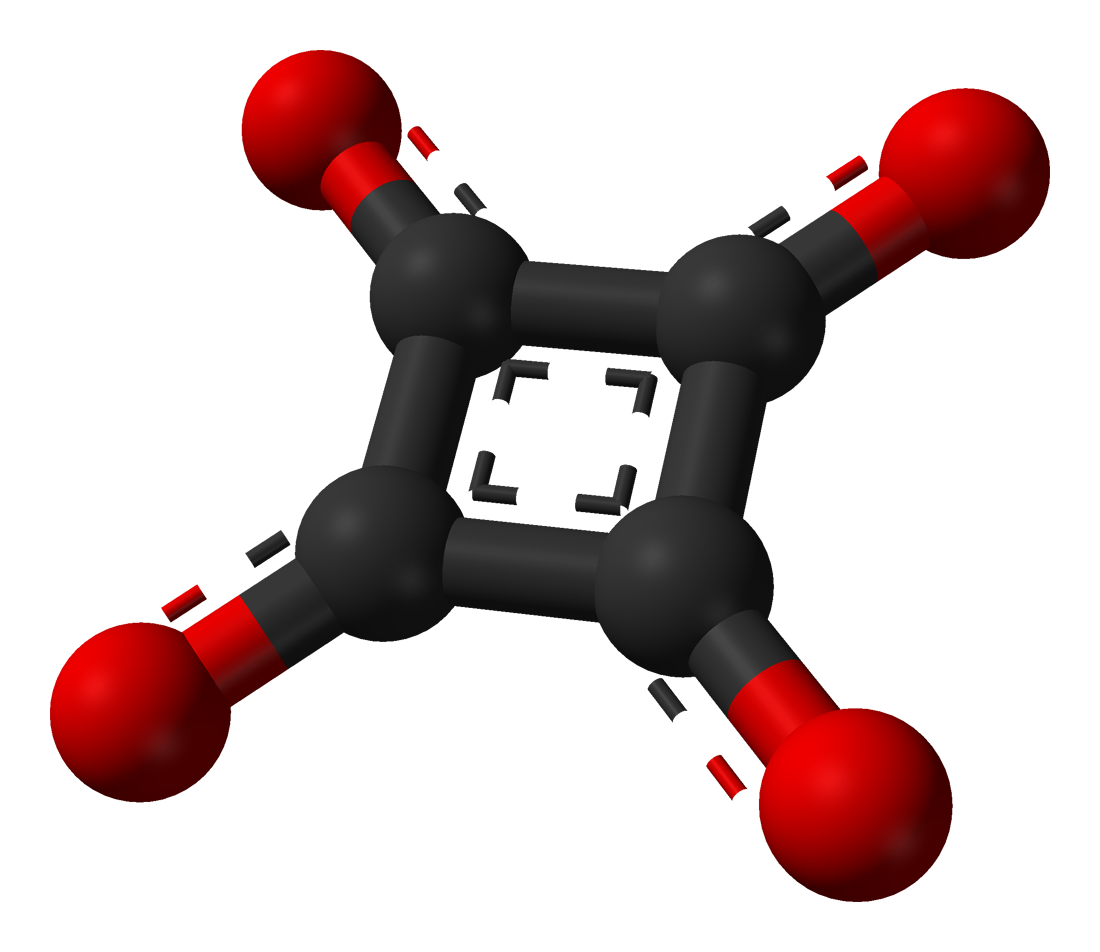
Model squarátového aniontu

## Deriváty
Do většiny reakcí kyseliny squarové jsou zapojeny její OH skupiny. Molekula se chová podobně jako silná dikarboxylová kyselina, silnější než běžné karboxylové kyseliny.
C4O2(OH)2 → C4O3(OH)− + H+ pK = 1,5
C4O3(OH)− → C4O42− + H+ pK = 3,5
Hydroxyly této kyseliny jsou nestálé, reakcí s chloridem thionylu vzniká její dichlorid:
C4O2(OH)2 + 2 SOCl2 → C4O2Cl2 + 2 HCl + 2 SO2
Chloridy jsou dobrými odstupujícími skupinami, podobně jako u acylchloridů je lze nahradit řadou různých nukleofilů; tímto způsobem se dá připravit například dithiosquarát.
Alkylací trimethylorthoformiátem lze získat bis(methylether).
Dibutylsquarát se používá na léčení bradavic a alopecie areata.
Diethylsquarát je meziproduktem syntézy perzinfotelu.[zdroj?]
Nahrazením alkoxy nebo chloridových skupin C4O2X2 (X = OR, Cl) lze získat squaramidy.
Jeden nebo oba kyslíky (=O) ve squrátovém aniontu lze nahradit dikyanomethylenovými (=C(CN)2) skupinami. Vzniklé anionty, například 1,2-bis(dikyanomethylen)squarát a 1,3-bis(dikyanomethylen)squarát, si zachovávají aromaticitu.
Fotolýzou kyseliny kvadrátové v matrici z pevného argonu při 10 K vzniká acetylendiol.

### Komplexy
Squarátový dianion má podobné vlastnosti jako šťavelanový, vytváří komplexy s tvrdými kovovými ionty.
Žlutý hydrát squarátu kobaltnatého (Co(C4O4)(H2O)2) se připravuje reakcí vodného roztoku kyseliny s hydroxidem kobaltnatým v autoklávu při 200 °C. Voda se váže na atom kobaltu, krystalová struktura je krychlová.
Hnědý dihydroxid squarátu kobaltnatého (Co3(OH)2(C4O4)2·3H2O) vzniká společně s předchozí sloučeninou. Má sloupcovitou strukturu obsahující kanály vyplněné molekulami vody, které lze odstranit a nahradit bez narušení krystalové struktury. Řetězce jsou v hydratované formě uspořádány antiferomagneticky a v bezvodé soli feromagneticky.
Popsány jsou také monomerní i dimerní víceligandové měďnaté komplexy aniontu kyseliny kvadrátové; byla změřena jejich infračervená a elektronová spektra i magnetické susceptibility.
Podobně jako odpovídající kobaltnatý komplex lze připravit také dihydroxid squarátu železnatého (Fe2(OH)2(C4O4)).

## Příprava
Kyselina kvadrátová vzniká hydrolýzou 1,2-diethoxy-3,3,4,4-tetrafluor-cyklobut-1-enu, vytvořeného ethanolýzou perfluorcyklobutenu.
Squarátové a jiné podobné anionty, například deltát (C3O 2-
3 ) a acetylendiolát (C2O 2-
2 ) lze vytvořit redukčními párovacími reakcemi oxidu uhelnatého za přítomnosti organouranových komplexů.